# Ronnie Reniers
Ronnie Reniers (Tilburg, 8 novembre 1987) è un ex calciatore olandese, di ruolo centrocampista o attaccante.

## Carriera
Ha giocato in Eredivisie con Willem II e PEC Zwolle.